# Fred Van Kuyk
 (avril 2022).
Fred Van Kuyk (né le 19 septembre 1947 à Merksem) est un acteur belge néerlandophone.

## Biographie
Au théâtre, il a joué comme acteur dans plusieurs productions de l'Internationale Nieuwe Scène (dont Hadewych, van Liefde en Minne, Mistero Buffo et Harlekijn in Afrika), du Théâtre Malpertuis et de la Compagnie De Koe.
Il est connu pour son rôle de Papy Fonkel dans la série télévisée pour la jeunesse Mega Mindy.

## Filmographie

### Cinéma
- 1975 : Pont Brûlé : Pol
- 1976 : Pallieter : leider openbare verkoop
- 1980 : De Witte van Sichem
- 1983 : Brussels by Night : Jules
- 1987 : Hector : Wedstrijdleider
- 1990 : Koko Flanel : Réceptionniste
- 1992 : Daens : Burgemeester Vanwambeke
- 1997 : Diamant
- 2005 : Suspect : Schooldirecteur
- 2010 : Mega Mindy et le Cristal noir (Mega Mindy en het Zwarte Kristal) : Opa Fonkel
- 2011 : Mega Mindy en de Snoepbaron : Opa Fonkel
- 2015 : Mega Mindy versus Rox : Opa Fonkel

### Court-métrage
- 2003 : Operation V, court-métrage : Bakker

### Télévision
- 1993-1994 : Bex & Blanche : Dolf
- 1995 : Genoeg gelachen, nu humor : Bert Blink, buurman van Urbanus
- 1995-1997 : Wat nu weer?! : Opa
- 1996 : Alles moet weg : Bankloper
- 1996 : Familie Backeljau : Louis Van Vossem
- 1997-2011 : F.C. De Kampioenen : Jean-Luc Grootjans
- 1998-1999 : Fred et Samson : Burgemeester Beestjes 'Bijzondere dieren' & 'De Spin'
- 1999 : De Kabouterschat : Kabouter Paf
- 1999 : Boerenkrijg (nl) : Leonardus Lanckrock
- 2000 : Pa heeft een lief : Victor
- 2000-2003 : Big & Betsy : Agent Suikerbuik
- 2002 : Kijk eens op de doos
- 2003 : W817 : Houthakker
- 2003 : Plop en de Toverstaf : Kerstkabouter
- 2004 : De duistere diamant : Soldaat
- 2004 : Het eiland : Pa Vandam
- 2006-2013 : Mega Mindy : Opa Fonkel
- 2006-2008 : Grappas : Cafébaas Bob
- 2007-2011 : Familie : Cafébaas Dimitri 'Dimi' Roels
- 2007-2008 : Katarakt : Fruitteler Gaston
- 2008 : Blinker en de Blixvaten : Kapitein
- 2009 : Het geheim van Mega Mindy : Opa Fonkel
- 2013 : F.C. De Kampioenen : Kampioen zijn blijft plezant : Jean-Luc Grootjans
- 2014 : Amateurs : Jos van Beneden